# الشباب الرياضي لبلدية ابن باديس
الشباب الرياضي لبلدية ابن باديس، أو شباب ابن باديس اختصارا، هو نادي كرة قدم هاوي يوجد مقره في ابن باديس، وهو النادي الممثل لفرع الكرة، للجمعية الرياضية التي تحمل الاسم ذاته.

## الموسم الحالي
يلعب نادي ابن باديس هذا الموسم 2013-2014 في القسم الوطني الجزائري الثاني للهواة وهو يعد نظريا القسم الثالث من بطولات الرابطة الجزائرية لكرة القدم بفرعيها المحترف والهاوي.

## البداية

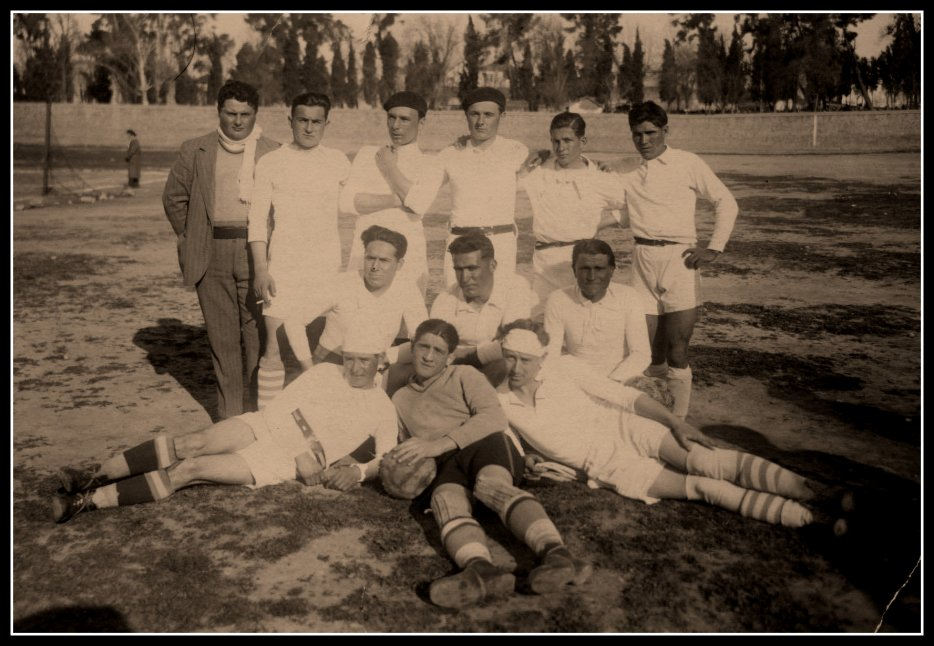
فريق كرة القدم اثناء الاحتلال الفرنسي بمدينة دائرة بن باديس يرجح أنها أخذت حوالي سنة 1952.

لقد كانت البدايات الأولى للعبة كرة القدم بمدينة ابن باديس أيام الاحتلال الفرنسي للجزائر، حيث يذكر البعض أن بداية فكرة تكوين فريق خاص بالمدينة راجعة إلى المعمريين الأسبان الذين كانوا شغوفين بكرة القدم، فكوَنوا فريقا إضافة لبعض الفرنسين ثم أنظم إليهم لاعبون مسلمون فيما بعد خاصة في فترة الخمسينات وبداية الستينات كانوا هؤلاء النواة الأولى لنادي شباب ابن باديس فيما بعد.
و يبقى من الصعب تحديد التاريخ الصحيح لتأسيس الفريق، لكن الراجح انه كان في الثلاثينات من القرن العشرين. وإن كانت إدارة النادي تعتبر سنة 1936 هي سنة التأسيس وتضع هذا التاريخ على شعارها الحالي أعتمادا على أقوال بعض قدامى اللاعبين.

## الشعار والألوان
تغير الشعار عدة مرات من حيث الشكل العام، لكن حافظ دائما على رموزه الأساسية المتمثلة في عنقود العنب محاطا بسنبلتين على شكل اكليل والوان الفريق الثلاثية : الأحمر، الأخضر، الأبيض.
يرمز عنقود العنب إلى مدينة ابن باديس المعروفة بإنتاج الكروم، وكذلك الحبوب التي رمز اليهه بسنبلتين على شكل اكليل النصر تحيطان بالعنقود.

## وصلات خارجية
- موقع الرابطة الوطنية الجزائرية لكرة قدم الهواة.
- صفحة النادي الرسمية على الفيس بوك
- موقع النادي.